# Čólové (dynastie)
Čólové byli jihoindickou tamilskou královskou dynastií. Svou moc si udrželi zhruba po třináct století. 

## Historie
První zmínky o jejich rostoucí moci pocházejí z 2. století př. n. l. První historicky doložitelný stát spravovali mezi 1.–6. stoletím n. l. V 9. století se stali vazaly Pallavů. V roce 898 však Čóla Áditja I. (871–907) Pallavy porazil a zbavil se vazalství. Za vlády Rádžarádži I. a Rádžéndry I. Čólava, tedy v 10. až 11. století, dynastie Čólů dobyla téměř celou jižní Indii, Maledivy a Srí Lanku. Klíčovou byla porážka Pándjů v roce 910. V roce 1070 dosáhli Čólové sjednocení své říše s královstvím Východních Čálukjů. Roku 1025 nakrátko dobyli Srívidžaju, načas vládli také v Uríse a Bengálsku. Největšího kulturního a hospodářského rozkvětu jejich říše zažila v 10.–12. století. Od 2. poloviny 12. století se stát ocitl v problémech, ve 13. století se Čólové stali vazaly státu Hójašálů. Dynastie ovšem nezanikla a mezi 14.-18. stoletím se čas od času někde chopila lokální moci, například v knížectvích Ándhra a Tamilnádu.